# Il Giallo Mondadori dal 2501 al 2600
|  | I 100 precedenti: Il Giallo Mondadori dal 2401 al 2500 |

## Dal N.2501 al N.2600
| N.   | Titolo italiano                   | Pubblicazione     | Titolo originale                  | Autore                |
| ---- | --------------------------------- | ----------------- | --------------------------------- | --------------------- |
| 2501 | L'agguato                         | 5 gennaio 1997    | Columbo: the Grassy Knoll         | William Harrington    |
| 2502 | Lo scambio                        | 12 gennaio 1997   | Farewell Gesture                  | Roger Ormerod         |
| 2503 | Cento anni prima                  | 19 gennaio 1997   | L'image trouble                   | Paul Halter           |
| 2504 | L'amnesia                         | 26 gennaio 1997   | In the Dark                       | Carol Brennan         |
| 2505 | Clandestino                       | 2 febbraio 1997   | Clandestine                       | James Ellroy          |
| 2506 | Città amara                       | 9 febbraio 1997   |                                   | Lucio Trevisan        |
| 2507 | Il porto maledetto                | 16 febbraio 1997  | By Murder's Bright Light          | Paul Harding          |
| 2508 | La famiglia felice                | 23 febbraio 1997  | Playing Happy Families            | Julian Symons         |
| 2509 | Il gatto che amava il formaggio   | 2 marzo 1997      | The Cat Who Said Cheese           | Lilian Jackson Braun  |
| 2510 | La curva del canale               | 9 marzo 1997      | En garde vue                      | G. Morris             |
| 2511 | Le regole del tradimento          | 16 marzo 1997     | Eve of Destruction                | Martin Edwards        |
| 2512 | La fine di J                      | 23 marzo 1997     | J is for Judgement                | Sue Grafton           |
| 2513 | La dama del Kashmir               | 30 marzo 1997     | La dama del Cachemira             | Francisco Ledesma     |
| 2514 | Mr. Hyde                          | 6 aprile 1997     | Mr. Hyde                          | Boileau-Narcejac      |
| 2515 | Il movente nascosto               | 13 aprile 1997    | Getting Away With Murder          | Howard Engel          |
| 2516 | Ballo finito                      | 20 aprile 1997    | Dead Man's Dance                  | Robert Ferrigno       |
| 2517 | Maledetta estate                  | 27 aprile 1997    | In the Heat of the Summer         | John Katzenbach       |
| 2518 | L'ossessione                      | 4 maggio 1997     | A Whisper in the Attic            | Gloria Murphy         |
| 2519 | L'abbandono                       | 11 maggio 1997    | Tenshi ga kiete iku               | Natsuki Shizuko       |
| 2520 | Il caso Kodra                     | 18 maggio 1997    |                                   | Renato Olivieri       |
| 2521 | Le sei mani                       | 25 maggio 1997    | The Scoop - Behind the Screen     | Agatha Christie       |
| 2522 | La scogliera di Wycliffe          | 1º giugno 1997    | Wycliffe and the House of Fear    | W.J. Burley           |
| 2523 | Il dettaglio                      | 8 giugno 1997     | Blind Side                        | William Bayer         |
| 2524 | Il superstite di Grub Street      | 15 giugno 1997    | Murder in Grub Street             | Bruce Alexander       |
| 2525 | Le strade dell'innocenza          | 22 giugno 1997    | Blood on the Moon                 | James Ellroy          |
| 2526 | La lampada di bronzo              | 29 giugno 1997    | The Curse of the Bronze Lamp      | Carter Dickson        |
| 2527 | Gli occhi che parlano             | 6 luglio 1997     | New York Blues                    | Cornell Woolrich      |
| 2528 | Il pittore di Canterbury          | 13 luglio 1997    | The Merchant of Death             | C.L. Grace            |
| 2529 | La camera chiusa                  | 20 luglio 1997    | Cut to the Quick                  | Kate Ross             |
| 2530 | I giorni di Asta Westerby         | 27 luglio 1997    | Asta's Book                       | Ruth Rendell          |
| 2531 | Sangue innocente                  | 3 agosto 1997     | Innocent Blood                    | P.D. James            |
| 2532 | Il signore dell'enigma            | 10 agosto 1997    | Bloodhounds                       | Peter Lovesey         |
| 2533 | Il gatto che pedinava il ladro    | 17 agosto 1997    | The Cat Who Tailed a Thief        | Lilian Jackson Braun  |
| 2534 | Il passo falso                    | 24 agosto 1997    | Death is now My Neighbour         | Colin Dexter          |
| 2535 | L'anima gemella                   | 31 agosto 1997    | Blue Lonesome                     | Bill Pronzini         |
| 2536 | La casa dei corvi                 | 7 settembre 1997  | The House of Crows                | Paul Harding          |
| 2537 | La scorciatoia                    | 14 settembre 1997 | Get Shorty                        | Elmore Leonard        |
| 2538 | Il cerchio invisibile             | 21 settembre 1997 | Le cercle invisible               | Paul Halter           |
| 2539 | L'appuntamento                    | 28 settembre 1997 | Into the Same River Twice         | Francis M. Jr Nevins  |
| 2540 | La stanza del silenzio            | 5 ottobre 1997    | Mr. Splitfoot                     | Helen McCloy          |
| 2541 | Piccola notte Cajun               | 12 ottobre 1997   | A Stained White Radiance          | James Lee Burke       |
| 2542 | La lezione                        | 19 ottobre 1997   | Death in Lovers' Lane             | Carolyn G. Hart       |
| 2543 | Il rogo di Boiteux                | 26 ottobre 1997   | L                                 | Pascal Basset-Chercot |
| 2544 | Il segreto della donna giapponese | 2 novembre 1997   | The Japanese Mistress             | Richard Neely         |
| 2545 | Incubo di signora                 | 9 novembre 1997   |                                   | Nino Filastò          |
| 2546 | Il cuore nero di Paris Trout      | 16 novembre 1997  | Paris Trout                       | Pete Dexter           |
| 2547 | In ricordo di lui                 | 23 novembre 1997  | The Class Menagerie               | Jill Churchill        |
| 2548 | L'ombra del deserto               | 30 novembre 1997  | The Fallen Man                    | Tony Hillerman        |
| 2549 | La leggerezza del dovere          | 7 dicembre 1997   | Simisola                          | Ruth Rendell          |
| 2550 | Come una bestia feroce            | 14 dicembre 1997  | No Beast So Fierce                | Edward Bunker         |
| 2551 | La valle delle baccanti           | 21 dicembre 1997  |                                   | Nello Rossati         |
| 2552 | L'uomo che parlava due volte      | 28 dicembre 1997  | You Can Say That Again            | James Hadley Chase    |
| 2553 | La baia dei coralli               | 4 gennaio 1998    | Bones of Coral                    | James W. Hall         |
| 2554 | L'ospite che non arrivò           | 11 gennaio 1998   | Gammal ost                        | Ulf Durling           |
| 2555 | Il libro delle ombre              | 18 gennaio 1998   | The Book of Shadows               | C.L. Grace            |
| 2556 | I sotterranei del museo egizio    | 25 gennaio 1998   | Search the Shadows                | Barbara Michaels      |
| 2557 | La maledizione di Caino           | 1º febbraio 1998  | Cain His Brother                  | Anne Perry            |
| 2558 | Precipizio                        | 8 febbraio 1998   | Precipice                         | Tom Savage            |
| 2559 | Il segreto del padre              | 15 febbraio 1998  | False Conception                  | Stephen Greenleaf     |
| 2560 | Le mani bruciate                  | 22 febbraio 1998  | La mort vous invite               | Paul Halter           |
| 2561 | Provaci una volta                 | 1º marzo 1998     | Columbo: The Game Show Killer     | William Harrington    |
| 2562 | Il cigno della morte              | 8 marzo 1998      | The Man With A Load Of Mischief   | Martha Grimes         |
| 2563 | Il capitano scomparso             | 15 marzo 1998     | Watery Grave                      | Bruce Alexander       |
| 2564 | L'ultima giustizia                | 22 marzo 1998     | Sunset Express                    | Robert Crais          |
| 2565 | Perché la notte                   | 29 marzo 1998     | Because The Night                 | James Ellroy          |
| 2566 | La ragazza con gli occhi chiusi   | 5 aprile 1998     | Bird                              | Jane Adams            |
| 2567 | Il vicario del diavolo            | 12 aprile 1998    | The Assassin's Riddle             | Paul Harding          |
| 2568 | Cristallo di ghiaccio             | 19 aprile 1998    | Kvinnen I Kjleskapet              | Gunnar Staalesen      |
| 2569 | Black coffee                      | 26 aprile 1998    | Black Coffee                      | Agatha Christie       |
| 2570 | Il palazzo dei matrimoni          | 3 maggio 1998     | Kuroi Sora                        | Seichō Matsumoto      |
| 2571 | La caduta dell'angelo             | 10 maggio 1998    | Native Angels                     | William Jaspersohn    |
| 2572 | Diario di Tenebra                 | 17 maggio 1998    | Upon The Dark Night               | Peter Lovesey         |
| 2573 | Il mistero della Chatham School   | 24 maggio 1998    | The Chatham School Affair         | Thomas H. Cook        |
| 2574 | L'uomo del carnevale              | 31 maggio 1998    | A Free Man Of Color               | Barbara Hambly        |
| 2575 | Il pane del diavolo               | 7 giugno 1998     |                                   | Giuseppina Vallesi    |
| 2576 | I morti di Jericho                | 14 giugno 1998    | The Dead Of Jericho               | Colin Dexter          |
| 2577 | Romance                           | 21 giugno 1998    | Romance                           | Ed McBain             |
| 2578 | Madame Strauss                    | 28 giugno 1998    |                                   | Renato Olivieri       |
| 2579 | I vedovi                          | 5 luglio 1998     | Les Veufs                         | Boileau-Narcejac      |
| 2580 | Le rose sulla faccia              | 12 luglio 1998    | Suspicious Minds                  | Martin Edwards        |
| 2581 | Il piatto della bilancia          | 19 luglio 1998    | Weighed In The Balance            | Anne Perry            |
| 2582 | Un indizio per Cordelia Gray      | 26 luglio 1998    | The Skull Beneath The Skin        | P.D. James            |
| 2583 | La notte dei due uomini           | 2 agosto 1998     | No Night Is Too Long              | Ruth Rendell          |
| 2584 | L'alienista                       | 9 agosto 1998     | The Alienist                      | Caleb Carr            |
| 2585 | Il gatto che cantava agli uccelli | 16 agosto 1998    | The Cat Who Sang For The Birds    | Lilian J. Braun       |
| 2586 | Voci segrete                      | 23 agosto 1998    | Dreaming Of The Bones             | Deborah Crombie       |
| 2587 | Le due morti di Barney Slabaugh   | 30 agosto 1998    | The Two Deaths Of Barney Slabaugh | Cornell Woolrich      |
| 2588 | Il labirinto degli specchi        | 6 settembre 1998  | Mirror Maze                       | William Bayer         |
| 2589 | Attenti al gorilla                | 13 settembre 1998 |                                   | Sandrone Dazieri      |
| 2590 | Santeria                          | 20 settembre 1998 | The Killing Of The Saints         | Alex Abella           |
| 2591 | Il giardino delle ombre           | 27 settembre 1998 | Death In The Dark Walk            | Deryn Lake            |
| 2592 | Io ho visto!                      | 4 ottobre 1998    | False Witness                     | Patricia D. Benke     |
| 2593 | Facile come la morte              | 11 ottobre 1998   | Undone                            | Michael Kimball       |
| 2594 | La moglie egiziana                | 18 ottobre 1998   |                                   | Nino Filastò          |
| 2595 | Le voci del muro                  | 25 ottobre 1998   | The Whispering Wall               | Patricia Carlon       |
| 2596 | Il cuscino di pietra              | 1º novembre 1998  | The Concrete Pillow               | Ronald Tierney        |
| 2597 | Delitto a Hollywood               | 8 novembre 1998   | The Glitter Murder                | William Harrington    |
| 2598 | Il treno del mistero              | 15 novembre 1998  | Misuteri Ressha Ga Kieta          | Kyotaro Nishimura     |
| 2599 | Prova capitale                    | 22 novembre 1998  | Against The Law                   | Michael Eberhardt     |
| 2600 | Il gioco della volpe              | 29 novembre 1998  | The Old Fox Deceiv'd              | Martha Grimes         |

|  | I 100 successivi: Il Giallo Mondadori dal 2601 al 2700 |